# InfraServ Wiesbaden
InfraServ GmbH & Co. Wiesbaden KG ist ein Industrieparkdienstleister und der Standortbetreiber des Industriepark Kalle-Albert in Wiesbaden. Sie bietet Leistungen unter anderem in den Bereichen Energien, Logistik, Umweltschutz, Sicherheit, Entsorgung, IT-Service, Bildung und Beratung sowie Facilitymanagement.
Als hundertprozentige Tochtergesellschaften gehören die InfraServ Wiesbaden Technik GmbH & Co. KG und die GES Systemhaus GmbH & Co. KG zur InfraServ-Wiesbaden-Gruppe. Das Unternehmen beschäftigt etwas mehr als 400 Mitarbeiter und über 20 Auszubildende. Die gesamte Gruppe erwirtschaftet mit ca. 1000 Mitarbeitern einen Umsatz von 140 Millionen Euro.

## Geschichte
Das Unternehmen entstand 1997 durch Ausgliederung von Unternehmensteilen der Hoechst AG im damaligen Werk Kalle-Albert. Im Zuge der Fusion von Hoechst und Rhone-Poulenc zur Aventis 1999 übertrug die Hoechst AG ihre Anteile auf die Celanese AG.
2020 ging mit einem neuen Gas- und Dampfturbinen-Kraftwerk die größte Investition in der Unternehmensgeschichte in Betrieb. Das Kraftwerk setzt mit seinem 36 Meter hohen Kesselhaus und dem 60 Meter hohen Kamin eine Landmarke auf der Rheinseite Wiesbadens. Die Kraftwerksleistung wurde von zuvor 32 auf 78 Megawatt gesteigert.

## Anteilseigner
Geschäftsführende Gesellschafterin von InfraServ Wiesbaden ist die InfraServ Verwaltungs-GmbH in Frankfurt am Main, eine Tochtergesellschaft der Celanese GmbH.
Die Kommandit-Anteile liegen bei folgenden Unternehmen:
| SE Tylose GmbH & Co. KG              | 23,6 % |
| Mitsubishi Polyester Film GmbH       | 20,1 % |
| Merck Performance Materials GmbH     | 15,0 % |
| Kalle GmbH                           | 10,0 % |
| Clariant Produkte (Deutschland) GmbH | 8,4 %  |
| Celanese GmbH                        | 7,9 %  |
| Allnex Germany GmbH                  | 7,0 %  |
| SIGAM GmbH                           | 7,0 %  |
| Microdyn-Nadir GmbH                  | 1,0 %  |